# Brigadas da web russas
Brigadas da web ou web-brigadas (em russo:  Веб-бригады), também conhecidas na mídia de língua inglesa como exército de trolls, referem-se a comentaristas anônimos e trolls pagos pelo governo russo que comentam sobre política na Internet. São suspeitos de organizarem grupos e equipes de comentaristas que participam de blogs e fóruns virtuais russos e internacionais. Eles utilizam contas fantoches e empreendem campanhas orquestradas de desinformação e trollagem em larga escala, cujo objetivo é disseminar propaganda pró-Putin e pró-Rússia. Descobriu-se também que artigos da Wikipédia já foram alvos de atividades da propaganda russa.

## Antecedentes
As primeiras denúncias documentadas sobre a existência das "brigadas da web" parecem ser de um artigo publicado em abril de 2003, no website russo Vestnik Online, intitulado "O Olho Virtual do Grande Irmão", que tem como autores a jornalista francesa Anna Polyanskaya (ex-assistente da deputada russa assassinada, Galina Starovoytova), Andrey Krivov e Ivan Lomako. Os autores afirmam que, até o ano de 1998, contribuições em fóruns de Internet russos (Runet) refletiam predominantemente valores liberais e democráticos. Contudo, após 2000, a vasta maioria passou a demonstrar ideias totalitárias. Esta mudança repentina foi atribuída ao aparecimento de equipes de comentaristas pró-Rússia, que aparentavam ter sido organizados pelo Serviço Federal de Segurança da Federação Russa. Segundo os autores, aproximadamente 70% dos comentaristas virtuais russos apresentava, em geral, visões liberais entre os anos 1998 e 1999. Repentinamente, em 2000, começou a surgir uma onda de postagens "antidemocráticas" (aproximadamente de 60 a 80%) em vários fóruns virtuais da Rússia.
Em janeiro de 2012, um grupo de hacktivistas, que se autodenomina "exército russo dos Anonymous", publicou uma grande lista de emails supostamente pertencentes aos atuais e ex-líderes da organização juvenil Nashi, defensora dos interesses do Kremlin. A lista também continha algumas autoridades do governo. Jornalistas que investigaram as informações vazadas descobriram que o movimento pró-Kremlin envolveu-se numa série de atividades, incluindo o pagamento de comentaristas para postarem conteúdos e o sequestro de avaliações de blogs, no outono de 2011. Os e-mails indicavam que membros das "brigadas" recebiam 85 rublos (o equivalente a cerca de 3 dólares americanos) ou mais por comentário, dependendo se a mensagem recebesse respostas. Alguns chegaram a receber até 600.000 rublos (cerca de US$ 21.000,00) por deixarem centenas de comentários em artigos que continham críticas negativas publicados pela imprensa na Internet e foram presenteados com iPads. Vários blogueiros de grande visibilidade também foram mencionados por receberem dinheiro para promover as atividades da Nashi e do governo. A Agência Federal da Juventude do Kremlin, que tinha como dirigente Vasily Yakemenko (ex-líder da Nashi)  — indivíduo mais alto na hierarquia dos que foram alvos dos vazamentos —, recusou-se a comentar sobre a autenticidade dos e-mails.
Em 2013, um relatório publicado pela Freedom House indicou que 22 dos 60 países examinados usam comentadores pró-governistas pagos para manipular discussões online e que a Rússia foi a pioneira dessa prática por muitos anos, juntamente com a China e o Bahrein. No mesmo ano, jornalistas russos investigaram a Agência de Pesquisas de Internet de São Petesburgo, a qual havia empregado pelo menos 400 pessoas. Eles descobriram que a agência contratava secretamente jovens como "operadores de Internet", que eram pagos para criar postagens e comentários pró-Kremlin, difamando o líder da oposição russa, Alexei Navalny, e a política e cultura dos EUA.
| “ | Cada comentarista deveria escrever não menos que 100 comentários por dia, enquanto pessoas de uma outra sala precisavam criar quatro postagens diárias que eram, por fim, encaminhadas a outros funcionários, cujo trabalho era divulgá-las nas redes sociais o mais amplamente possível. | ” |

Alguns jornalistas de oposição na Rússia afirmam que tais práticas geram um efeito amedrontador nos poucos veículos de mídia independentes que ainda permanecem no país.
Entre os anos de 2014 e 2015, o jornal russo Novaya Gazeta e o think tank Institute of Modern Russia (IMR) realizaram mais investigações, motivadas pelas intensas atividades das brigadas pró-Rússia durante a guerra em Donbass e pelo assassinato de Boris Nemtsov. O esforço em utilizar um "exércitos de trolls" para promover as políticas de Putin é uma operação multimilionária. Segundo investigações feitas pelo The Guardian, a inundação de comentários pró-Rússia é parte de uma coordenada "operação de guerra informativo-psicológica". Uma rede de robôs foi programada para usar mais de 20.500 contas falsas no Twitter, com a função de enviar comentários negativos em massa, após o assassinato de Boris Nemtsov e nos eventos relacionados à guerra em Donbass.

### Comando "G"
Em um artigo publicado em maio de 2008 pela Associação dos Consumidores Independentes, baseado no texto original de Anna Polyanskaya, utilizou-se a expressão "Comando 'G'" ao invés de "web-brigadas".

## Métodos
Os comentaristas das brigadas web às vezes deixam centenas de postagens por dia, criticando a oposição do país e promovendo legisladores que apoiam o Kremlin.
 Ao mesmo tempo, respondem a discussões que envolvam assuntos "tabus", incluindo a atuação histórica do líder soviético, Joseph Stalin, a oposição política, dissidentes como Mikhail Khodorkovsky, jornalistas assassinados e casos de conflito ou rivalidade internacionais (que ocorrem com países como Estônia, Geórgia e Ucrânia, mas também com as políticas externas dos Estados Unidos e da União Europeia). O importante jornalista e especialista em temas sobre a Rússia, Peter Pomerantsev, acredita que os esforços do país têm o objetivo de confundir a audiência em vez de convencê-la. Ele conta que eles não podem censurar informações, mas são capazes de "poluí-las com teorias conspiratórias e rumores".
A fim de evitar quaisquer suspeitas, seus operadores intercalam textos sobre viagens, culinária e animais domésticos junto aos comentários sobre política. Eles sobrecarregam as seções de comentário de sites da mídia para impedir que haja diálogos construtivos.
| “ | O efeito gerado por esses trolls de Internet não é tão grande, mas eles conseguem fazer com que alguns espaços de discussões se tornem inviáveis, já que os usuários desistem de comentar nos artigos quando os vândalos virtuais aparecem. Constantemente, conseguem criar um ambiente agressivo e hostil contra aqueles dos quais não gostam. Os trolls respondem a algumas notícias com uma grande quantidade de comentários ofensivos, tornando inviável para uma pessoa razoável comentar sobre qualquer coisa lá. | ” |

Uma série de documentos vazados, publicados por Moy Rayon, sugerem que o trabalho no "local secreto dos trolls" é estritamente regulamentado por um conjunto de normas. De acordo com os arquivos, todo post criado por um funcionário da agência deve conter "não menos que 700 caracteres" nos turnos da tarde e "não menos que 1.000 caracteres" nos da noite. Também é obrigatório o uso de imagens e palavras-chave no corpo e no título da mensagem. Além das orientações gerais, também são dadas aos blogueiros "tarefas técnicas" — palavras-chave e pontos de discussão sobre temas específicos, como a Ucrânia, a oposição interna da Rússia e as relações com o ocidente. Em média, durante o dia útil, os funcionários precisam postar 50 comentários em artigos de notícias. Cada blogueiro deve manter seis contas de Facebook e fazer pelo menos três posts ao dia, além de discutir diariamente as notícias em grupos no mínimo duas vezes. Até o fim do primeiro mês, espera-se que eles ganhem 500 inscritos e recebam por dia ao menos cinco respostas em cada postagem. No Twitter, os blogueiros precisam controlar 10 contas com até 2.000 seguidores e tuitar 50 vezes por dia.
Em 2015, Lawrence Alexander desvendou uma rede contendo websites de propaganda que compartilhavam o mesmo identificador do Google Analytics e dados de registro do domínio, alegadamente dirigidos por Nikita Podgorny, da empresa Internet Research Agency, localizada na cidade de São Petersburgo. Os websites serviam principalmente como repositórios de memes, que visavam atacar a Ucrânia, o Euromaidan, a oposição russa e as políticas ocidentais. Outros sites deste grupo favoreciam o presidente Putin e o nacionalismo russo e disseminavam notícias a partir da Síria, apresentando pontos de vista contra o ocidente.
Em agosto de 2015, pesquisadores russos correlacionaram estatísticas de buscas do Google de termos específicos com sua origem geográfica e observaram um aumento no número de termos relacionados à política (tais como "Poroshenko", "Maidan", "sanções"), que começou em 2013 e que teve origem em locais muito pequenos e periféricos da Rússia, como a região de Olgino, a qual coincide também com o escritório geral da empresa Internet Research Agency. A firma também parece ser a principal patrocinadora da exposição internacional,   Material Evidence, que exibe visões antiocidentais.